# Marco Forrer
Marco Forrer (* 18. Juli 1996 in Steckborn) ist ein Schweizer Eishockeyspieler, der seit September 2024 beim EHC Visp aus der Swiss League unter Vertrag steht und dort auf der Position des Verteidigers spielt. Zuvor absolvierte Forrer unter anderem weit über 100 Spiele für den HC Davos und Fribourg-Gottéron in der National League. Sein jüngerer Bruder Sandro ist ebenfalls professioneller Eishockeyspieler.

## Karriere
Forrer startete seine Karriere im Nachwuchs des EHC Winterthur und durchlief dabei alle Altersstufen, ehe er im Sommer 2013 zu den Elite-Junioren des EV Zug wechselte. Zur Mitte der Saison 2015/16 wurde der Verteidiger an den HC Davos ausgeliehen, wo er in der Folge seine ersten Partien für die Profis in der National League A (NLA) bestritt. Am Saisonende wurde der Verteidiger schliesslich ganz an die Bündner abgegeben. Wiederum kam Forrer auf einige Einsätze in der höchsten Liga der Schweiz, verbrachte aber die Mehrheit der Saison bei Hockey Thurgau in der National League B (NLB).
Nach drei Jahren beim HC Davos wechselte Forrer im Sommer 2018 zum Ligakonkurrenten Fribourg-Gottéron, wo er auf seinen jüngeren Bruder Sandro traf. Ab der Saison 2020/21 spielte Forrer bei der EVZ Academy in der Swiss League. Zur Spielzeit 2021/22 wechselte er per Zweijahresvertrag innerhalb der Liga zum HC Thurgau. Anschliessend verbrachte der Abwehrspieler ein Jahr beim HC La Chaux-de-Fonds, bevor er sich im September 2024 dem Ligarivalen EHC Visp anschloss. Dort hatte er sieben Jahre zuvor bereits einige Einsätze absolviert. Mit dem EHC Visp gewann Forrer im Frühjahr 2025 die Meisterschaft der Swiss League.

### International
Ab der Saison 2011/12 spielte Forrer für verschiedene Nachwuchsmannschaften der Swiss Ice Hockey Federation. Seine ersten Einsätze an einem Grossanlass hatte er an der U18-Junioren-Weltmeisterschaft 2014. Darüber hinaus nahm er an der U20-Junioren-Weltmeisterschaft 2016 teil, wo er sich mit seiner Mannschaft auf dem neunten Platz klassierte.

## Erfolge und Auszeichnungen
- 2025 Meister der Swiss League mit dem EHC Visp

## Karrierestatistik
Stand: Ende der Saison 2024/25

### International
Vertrat die Schweiz bei:
- U18-Junioren-Weltmeisterschaft 2014
- World Junior A Challenge 2014
- U20-Junioren-Weltmeisterschaft 2016

(Legende zur Spielerstatistik: Sp oder GP = absolvierte Spiele; T oder G = erzielte Tore; V oder A = erzielte Assists; Pkt oder Pts = erzielte Scorerpunkte; SM oder PIM = erhaltene Strafminuten; +/− = Plus/Minus-Bilanz; PP = erzielte Überzahltore; SH = erzielte Unterzahltore; GW = erzielte Siegtore; 1 Play-downs/Relegation; Kursiv: Statistik nicht vollständig)